# Maison d'arrêt de Guéret
La maison d'arrêt de Guéret est une maison d'arrêt française située à Guéret, dans le département de la Creuse, en région Nouvelle-Aquitaine.

## Histoire
Décidée en 1823 pour remplacer l’ancienne prison devenue obsolète, la maison d’arrêt de Guéret fut construite sur l’ancien jardin des Récollets et mise en service en 1835.

## Description
La maison d’arrêt de Guéret est l’une des plus petites prisons de France et n’a connu que peu d’évolutions architecturales. Son bâtiment en U tronqué abrite un dédale de couloirs aux murs blancs, compartimenté par des portes grillagées bleu ciel, et se compose de deux quartiers : arrivant et ordinaire,.